# العلاقات المكسيكية السلوفينية
العلاقات المكسيكية السلوفينية هي العلاقات الثنائية التي تجمع بين المكسيك وسلوفينيا.

## مقارنة بين البلدين
هذه مقارنة عامة ومرجعية للدولتين:
| وجه المقارنة                                              | المكسيك                                                                               | سلوفينيا                                                      |
| --------------------------------------------------------- | ------------------------------------------------------------------------------------- | ------------------------------------------------------------- |
| المساحة (كم2)                                             | 1.97 مليون                                                                            | 20.27 ألف                                                     |
| عدد السكان (نسمة)                                         | 130.53 مليون                                                                          | 2.07 مليون                                                    |
| الكثافة السكانية (ن./كم²)                                 | 66.26                                                                                 | 102.12                                                        |
| العاصمة                                                   | مدينة مكسيكو                                                                          | ليوبليانا                                                     |
| اللغة الرسمية                                             | اللغة الإسبانية                                                                       | اللغة السلوفينية، اللغة الإيطالية، لغة مجرية                  |
| العملة                                                    | بيزو مكسيكي                                                                           | يورو، تولار سلوفيني                                           |
| الناتج المحلي الإجمالي (بليون دولار)                      | 1.15 تريليون                                                                          | 48.77 مليار                                                   |
| الناتج المحلي الإجمالي (تعادل القوة الشرائية) بليون دولار | 2.16 تريليون                                                                          | 66.01 مليار                                                   |
| الناتج المحلي الإجمالي الاسمي للفرد دولار أمريكي          | 9.01 ألف                                                                              | 20.73 ألف                                                     |
| الناتج المحلي الإجمالي للفرد دولار أمريكي                 | 17.32 ألف                                                                             | 30.40 ألف                                                     |
| مؤشر التنمية البشرية                                      | 0.756                                                                                 | 0.880                                                         |
| رمز المكالمات الدولي                                      | +52                                                                                   | +386                                                          |
| رمز الإنترنت                                              | .mx                                                                                   | .si                                                           |
| المنطقة الزمنية                                           | منطقة زمنية وسطى، المنطقة الزمنية الجبلية، زمن منطقة المحيط الهادئ، منطقة زمنية شرقية | توقيت وسط أوروبا، ت ع م+01:00، ت ع م+02:00، أوروبا/ليوبليانا ‏ |

## مدن متوأمة
في ما يلي قائمة باتفاقيات التوأمة بين مدن مكسيكية وسلوفينية:
- ترتبط مدينة سان لويس بوتوسي مع إيدرييا باتفاقية توأمة.

## منظمات دولية مشتركة
يشترك البلدان في عضوية مجموعة من المنظمات الدولية، منها:
| علم المنظمة | اسم المنظمة                        | تاريخ انضمام المكسيك | تاريخ انضمام سلوفينيا |
| ----------- | ---------------------------------- | -------------------- | --------------------- |
|             | وكالة ضمان الاستثمار متعدد الأطراف | 1 يوليو 2009         | 19 مارس 1993          |
|             | منظمة التعاون الاقتصادي والتنمية   | ?                    | ?                     |
|             | الأمم المتحدة                      | 7 نوفمبر 1945        | 22 مايو 1992          |
|             | الفريق المعني برصد الأرض           | ?                    | ?                     |
|             | منظمة حظر الأسلحة الكيميائية       | ?                    | ?                     |
|             | منظمة التجارة العالمية             | 1995                 | ?                     |
|             | منظمة الشرطة الجنائية الدولية      | ?                    | ?                     |
|             | مؤسسة التنمية الدولية              | 24 أبريل 1961        | 25 فبراير 1993        |
|             | يونسكو                             | 4 نوفمبر 1946        | 27 مايو 1992          |
|             | الاتحاد البريدي العالمي            | ?                    | ?                     |
|             | البنك الدولي للإنشاء والتعمير      | 31 ديسمبر 1945       | 25 فبراير 1993        |
|             | المنظمة الهيدروغرافية الدولية      | ?                    | ?                     |
|             | الاتحاد الدولي للاتصالات           | 1 يوليو 1908         | 16 يونيو 1992         |
|             | مؤسسة التمويل الدولية              | 20 يوليو 1956        | 25 فبراير 1993        |
|             | مجموعة أستراليا                    | 2013                 | 2004                  |
|             | مجموعة الموردين النوويين           | ?                    | ?                     |

## أعلام
هذه قائمة لبعض الشخصيات التي تربطها علاقات بالبلدين:
- باتريشيا اسبينوزا (سياسية ودبلوماسية مكسيكية، 21 أكتوبر 1958 – )

## وصلات خارجية
- موقع وزارة الخارجية المكسيكية
- موقع وزارة الخارجية السلوفينية